# Alvin Norge
Alvin Norge – belgijska seria komiksowa z gatunku science fiction, autorstwa Chrisa Lamqueta. Francuskojęzyczny oryginał opublikowało w pięciu tomach wydawnictwo Le Lombard. Po polsku ukazały się dwa pierwsze tomy nakładem wydawnictwa Siedmioróg.

## Treść
Alvin Norge to utalentowany haker. Jego życie staje do góry nogami, kiedy jeden z jego wirusów, pod postacią kobiety z gry komputerowej, którą zrealizował, opanowuje systemy komputerowe na całym świecie. Okazuje się, że za całą intrygą stoi Nathan Buckley, szef przedsiębiorstwa komputerowego. Jest to początek długiej serii przygód między światem rzeczywistym i wirtualnym, w których towarzyszy Alvinowi jego dziewczyna Olga, białoruska imigrantka, i Chu, agentka FBI.

## Tomy
| Tom | Tytuł i rok wydania polskiego | Tytuł i rok wydania oryginalnego |
| --- | ----------------------------- | -------------------------------- |
| 1   | @pieklo.Zcom (2001)           | @enfer.Zcom (2000)               |
| 2   | Gorzki Morphing (2001)        | Morphing amer (2001)             |
| 3   |                               | Lucyber (2002)                   |
| 4   |                               | Shangaï hypothèse (2003)         |
| 5   |                               | Quantum (2005)                   |